# Kirari
Kirari (japanisch きらり für Glitzern), auch OICETS (Optical Inter-orbit communications engineering test satellite) genannt, ist ein 570 kg schwerer japanischer Technologieerprobungssatellit für optische Datenübertragung (Laser Communication Terminal), den eine Dnepr-Trägerrakete am 23. August 2005 von Baikonur aus auf eine erdnahe Umlaufbahn von ca. 600 km Höhe brachte.
Über Laser tauschte er im nahen Infrarotbereich (800 nm Wellenlänge) mit dem ca. 40.000 km entfernten Satelliten Artemis Daten aus. Ebenso konnte er ihn konventionell über Funk auf dem S-Band ansprechen. Am 7. Juni 2006 gelang auch eine optische Kommunikation mit einer mobilen Bodenstation des DLR in Oberpfaffenhofen.
Die Mission war ursprünglich für ein Jahr geplant, aber Kirari arbeitete vier Jahre lang, bis er am 24. September 2009 abgeschaltet wurde.